# Palazzo Soranzo Van Axel

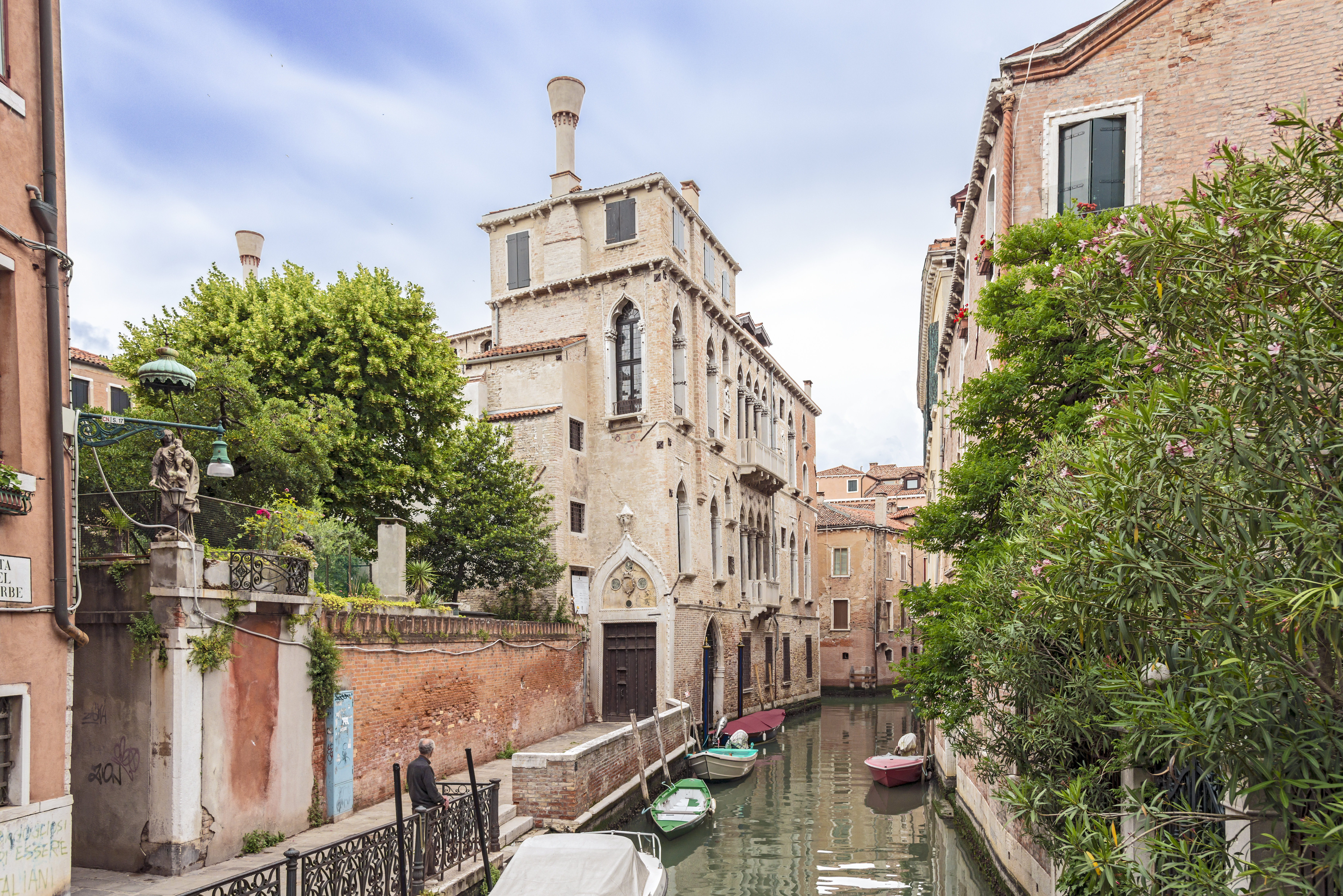
O Palazzo Soranzo Van Axel visto da Ponte de le Erbe.

O Palazzo Soranzo Van Axel é um palácio de Veneza situado no sestiere de Cannaregio.

## História
O palácio foi erguido, entre 1473 e 1479, por Nicolò Soranzo com materiais recuperados do antigo palácio dos Gradenigo. Os pontos de vista particulares na contígua Igreja de Santa Maria dos Milagres e a coincidência do período de construção torna provável o envolvimento de Nicolò Soranzo na construção, também, da igreja. Depois, o palácio passou sucessivamente para os Venier, para os Sanudo. Por fim, em 1652, o palácio chegou às mãos dos Van Axel, ricos mercadores provenientes da Holanda, mais precisamente de Axel, perto de Gante, que foram admitidos no patriciado veneziano em 1665.

## Arquitectura
O palácio, situado na confluência entre o Rio de la Panada e o Rio de Ca' Widmann, apresenta características tardo-góticas, possuindo dois pátios internos com escadarias externas e dois piani nobili (andares nobres). Muito particulares são os "porteghi" ("salões passantes") em "L" devido ao duplo perfilamento na esquina da confluência dos rios.
Notável é o portão de entrada no Fondamenta de le Erbe, em madeira original com luneta e o brasão dos Van Axel. É curiosa a porção do edifício que fecha o complexo a sul, com poucos metros de largura: construído seguramente depois do resto do palácio, surge num destacamento originalmente imposto pelo tribunal da Sereníssima por um contencioso da propriedade com o contíguo convento de irmãs.

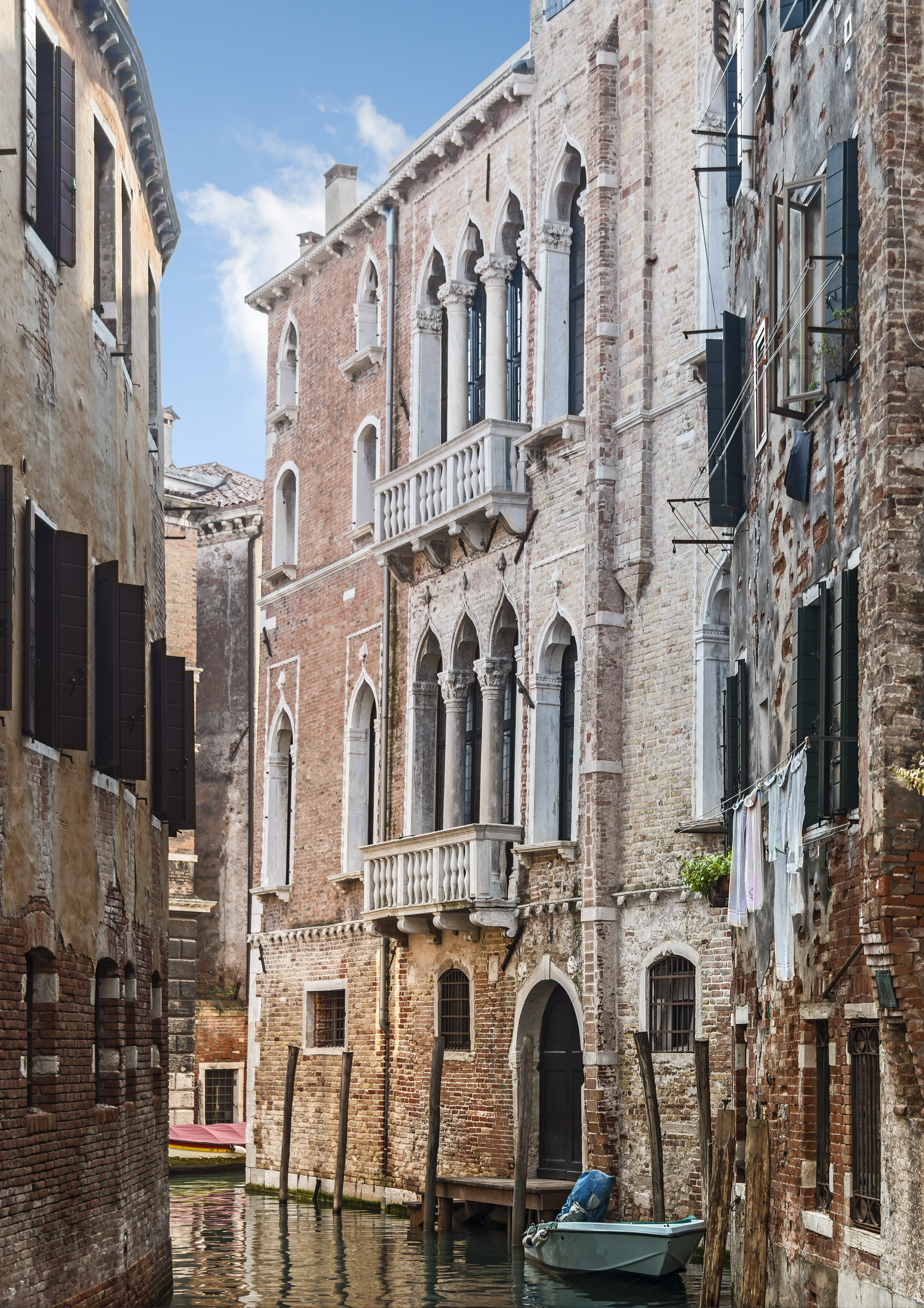
O palácio visto da Ponte de la Panada
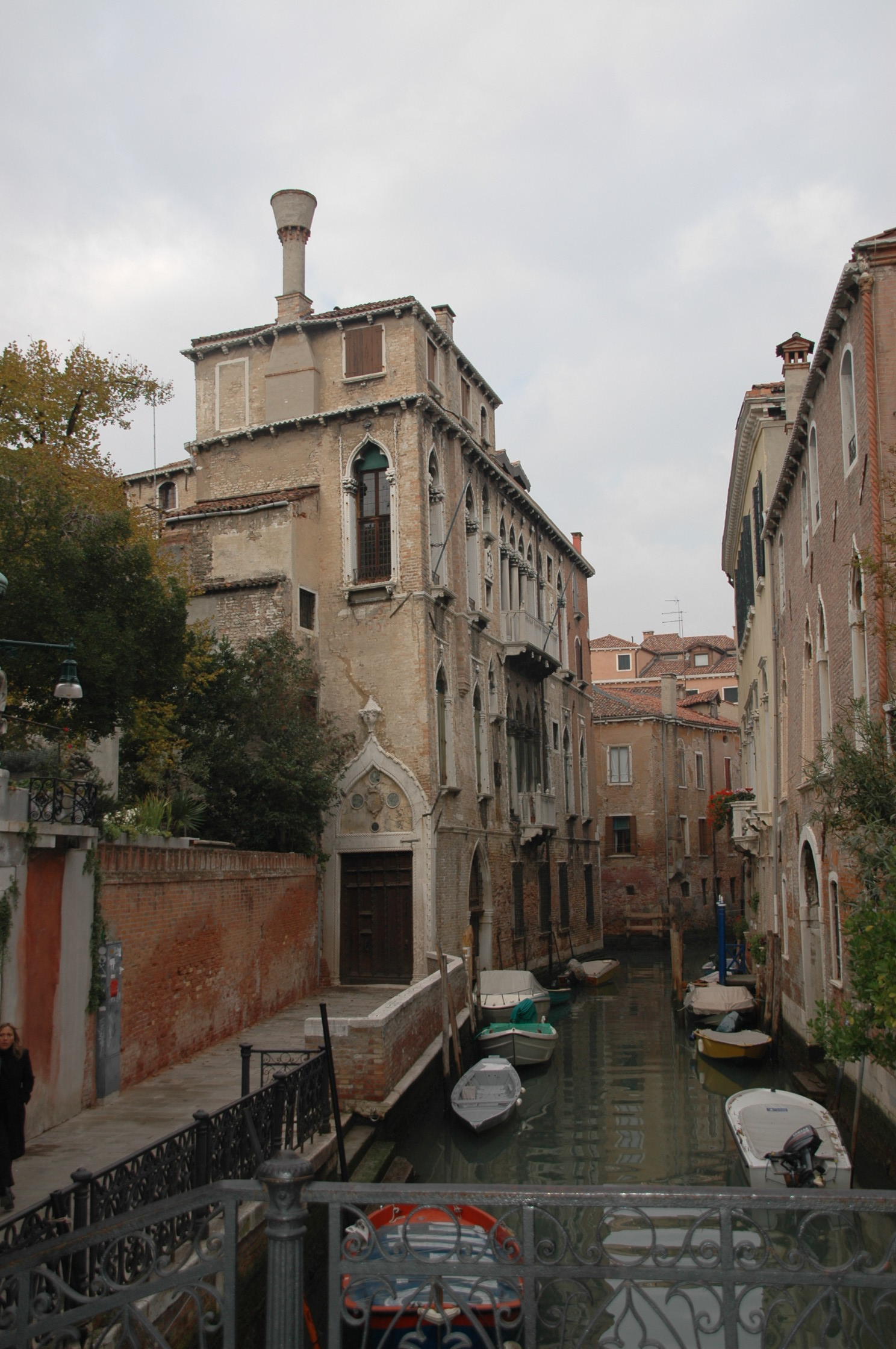
O palácio visto da Ponte de le Erbe
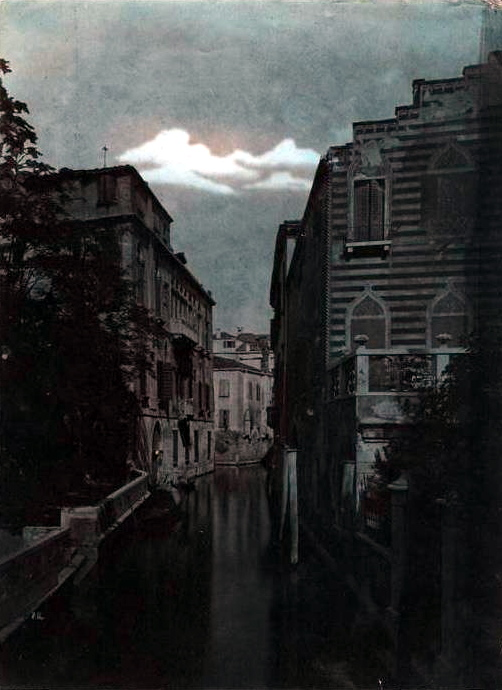
Imagem com efeito nocturno, colhida por Carlo Naya (1816-1882)

pátios internos. Foto de Paolo Monti, 1968
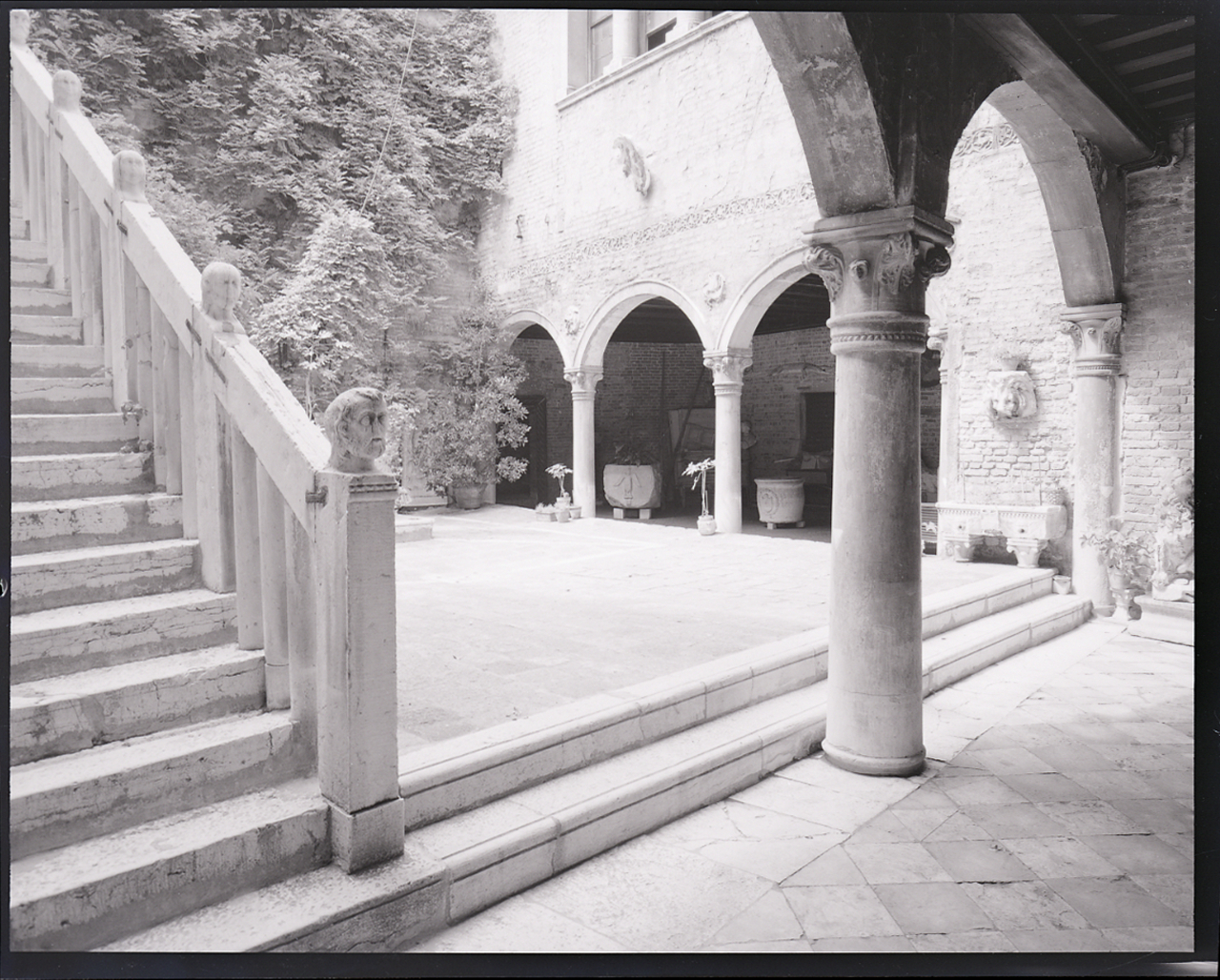
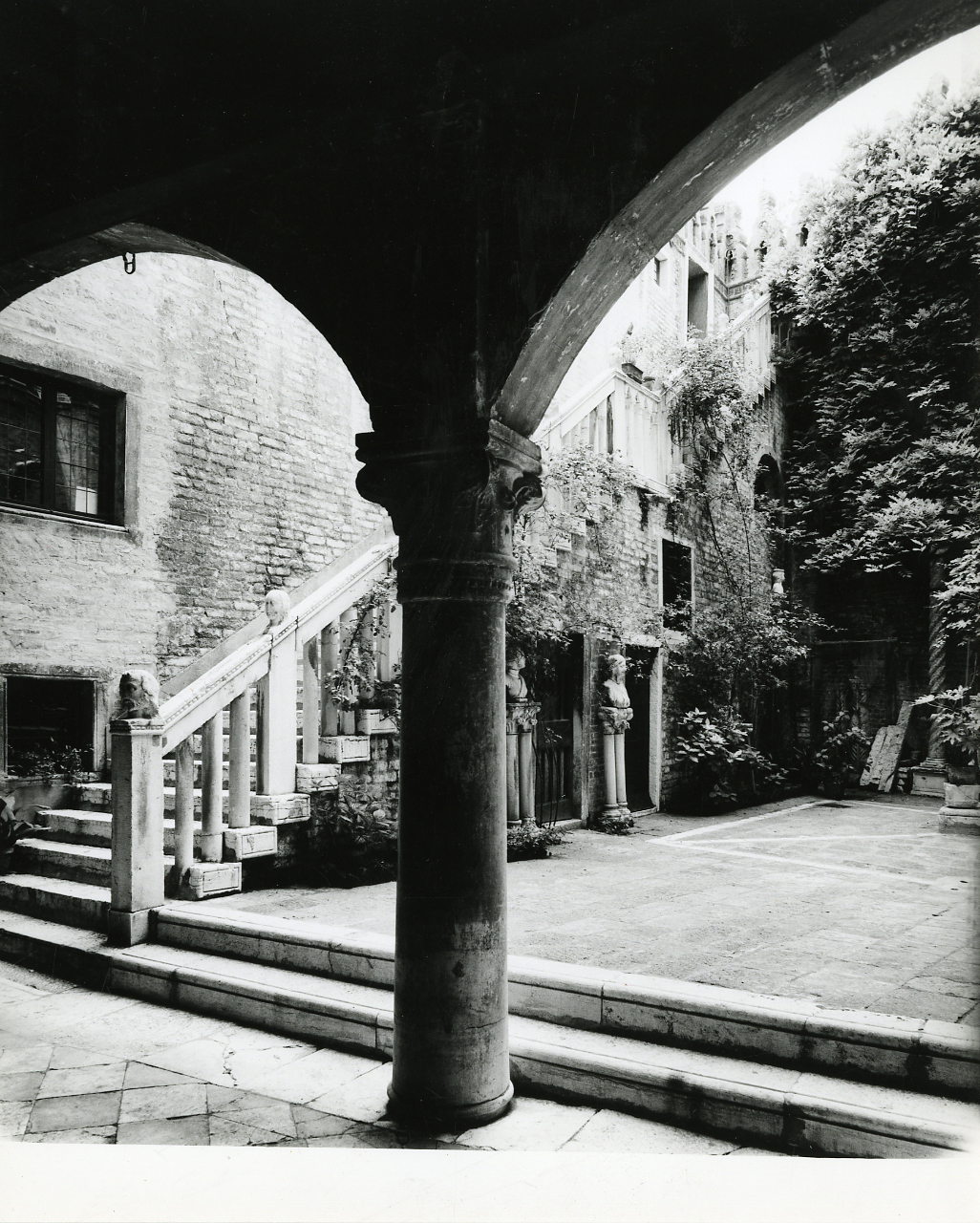
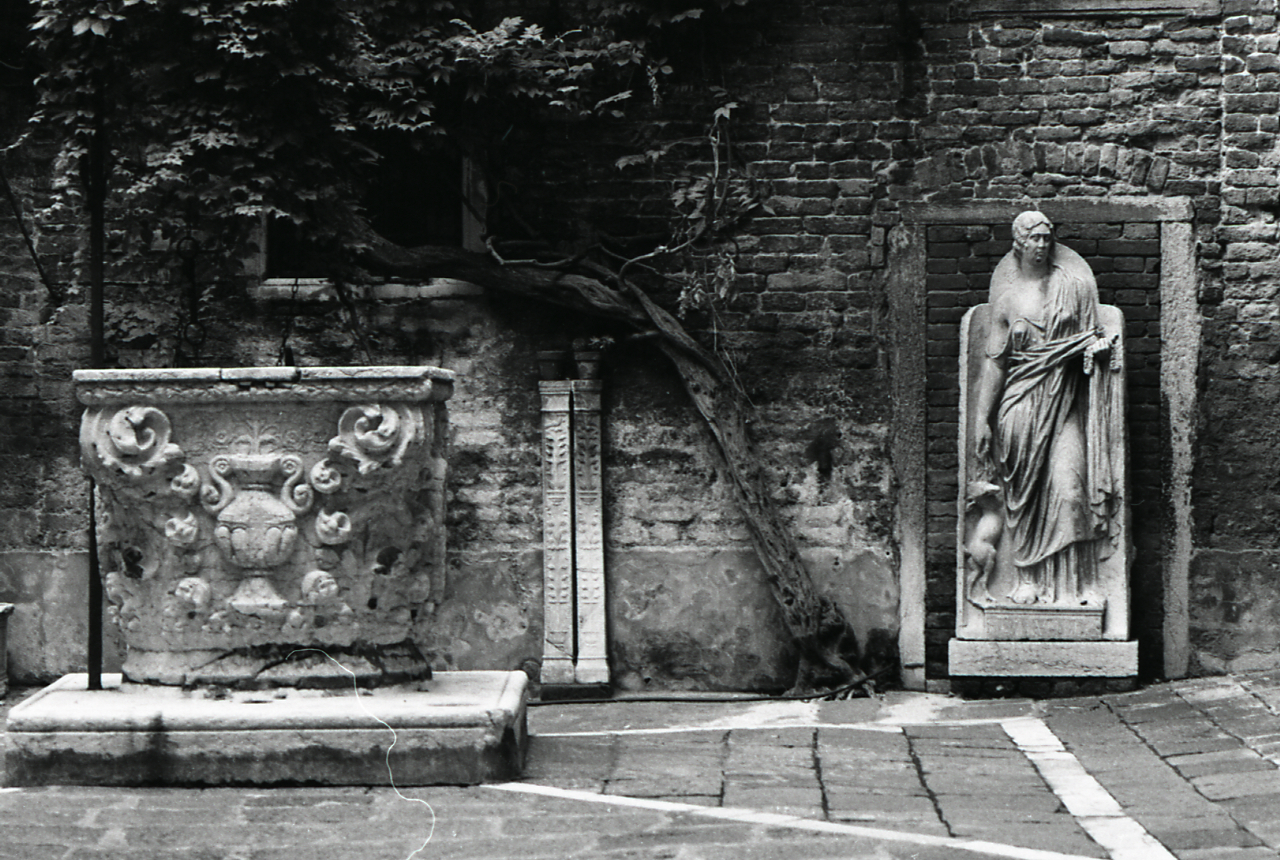